# (8663) Davidjohnston
(8663) Davidjohnston est un astéroïde de la ceinture principale.

## Description
(8663) Davidjohnston est un astéroïde de la ceinture principale. Il fut découvert le 18 février 1991 à l'observatoire Palomar par Eleanor Francis Helin. Il présente une orbite caractérisée par un demi-grand axe de 2,25 UA, une excentricité de 0,11 et une inclinaison de 5,8° par rapport à l'écliptique.

## Étymologie
Cet astéroïde est nommé en l'honneur de David Johnston.

## Compléments